# Webbstjärnan

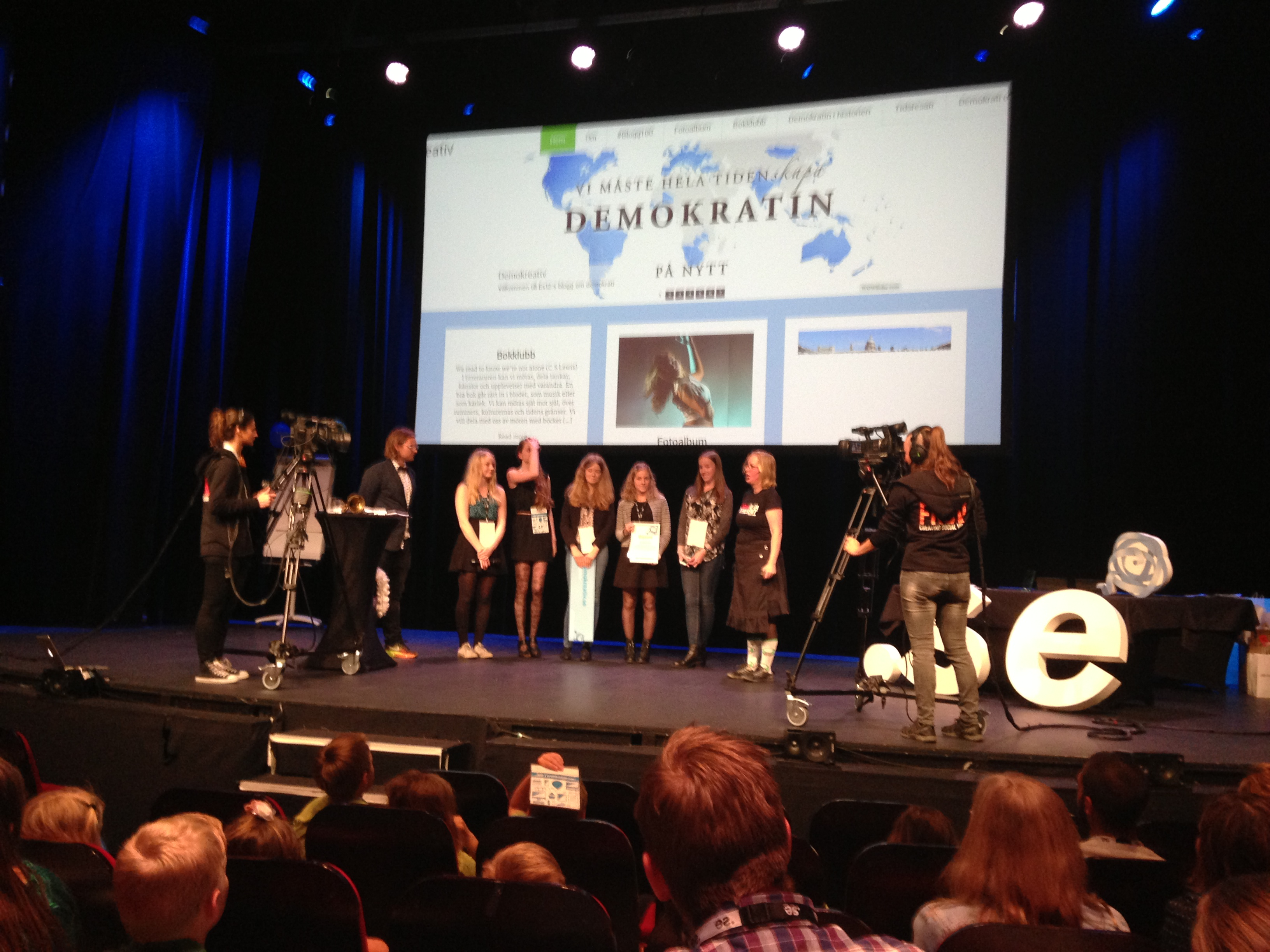
Prisutdelning i Webbstjärnan, maj 2014

Webbstjärnan var en skoltävling som arrangerades av Internetstiftelsen i Sverige under perioden 2008–2018. Syftet med Internetstiftelsens satsning var att utveckla elevers kunskaper och färdigheter kopplade till Internet, vilket gjordes med utgångspunkt i Internetstiftelsens urkund som säger att ”främja forskning, utbildning och undervisning inom data- och telekommunikation, särskilt med inriktning på Internet”. Tävlingen genomfördes läsårsvis och omfattade alla elever i svensk grundskola och gymnasieskola. Eleverna tävlade med att skapa en webbplats kring ett valfritt skolarbete. Prisutdelningen hölls i Stockholm årligen som en avslutning av tävlingsåret. Ansvarig för Webbstjärnan var Kristina Alexanderson, chef för projektet Internet i skolan inom Stiftelsen för Internetinfrastruktur.
Genom Webbstjärnan erbjud Internetstiftelsen kostnadsfria seminarier om aspekter av att publicera sitt skolarbete på Internet, bland annat om Creative Commons (se externa länkar).